# 1940年オーストラリア選手権 (テニス)
1940年 オーストラリア選手権（1940ねんオーストラリアせんしゅけん、1940 Australian Championships）に関する記事。オーストラリア・シドニー市内にある「ホワイトシティ・テニスクラブ」にて開催。

## 大会の流れ
- 第2次世界大戦が1939年9月1日に勃発し、戦争の影響で各種のスポーツ競技大会は開催中止となった。全豪選手権は1940年1月の本大会まで実施されたが、戦争のため5年間中断された。
- 1940年の本大会までは、男女シングルスの抽選表にシード選手の正確な順位が残っていない。終戦後再開された1946年から、シード選手が記録されるようになった。
- 初期の全豪選手権のように、外国人出場者が少なかった時期は、地元オーストラリア人選手の国旗表示を省略する。

## シード選手

### 男子シングルス
1. ジョン・ブロムウィッチ （ベスト4）
2. エイドリアン・クイスト （優勝、4年ぶり2度目）
3. ハリー・ホップマン （ベスト8）
4. ジャック・クロフォード （準優勝）
5. ビビアン・マグラス （ベスト4）
6. マックス・ニューカム （ベスト8）
7. ビル・シッドウェル （ベスト8）
8. ジャック・ハーパー （2回戦）

### 女子シングルス
1. ナンシー・ウィン （優勝、3年ぶり2度目）
2. テルマ・コイン （準優勝）[1]

## 大会経過

### 男子シングルス
準々決勝
- ジョン・ブロムウィッチ vs. ディニー・ペイルズ 7-5, 6-0, 6-0
- ジャック・クロフォード vs. マックス・ニューカム 6-3, 6-0, 7-5
- エイドリアン・クイスト vs. ビル・シッドウェル 6-3, 11-13, 6-3, 6-2
- ビビアン・マグラス vs. ハリー・ホップマン 6-8, 6-1, 7-5, 6-2

準決勝
- ジャック・クロフォード vs. ジョン・ブロムウィッチ 6-4, 6-1, 9-7
- エイドリアン・クイスト vs. ビビアン・マグラス 6-4, 10-8, 6-3

### 女子シングルス
準々決勝
- ナンシー・ウィン vs. グウェン・オハロラン 6-0, 6-3
- ジョーン・ハーティガン vs. メイ・ハードキャッスル 6-2, 6-3
- ネル・ホール・ホップマン vs. アリソン・ハタズリー 6-3, 6-4
- テルマ・コイン vs. コニー・コート 6-1, 6-3

準決勝
- ナンシー・ウィン vs. ジョーン・ハーティガン 6-0, 1-6, 6-1
- テルマ・コイン vs. ネル・ホール・ホップマン 6-4, 2-6, 6-3

## 決勝戦の結果
- 男子シングルス：エイドリアン・クイスト vs. ジャック・クロフォード 6-3, 6-1, 6-2
- 女子シングルス：ナンシー・ウィン vs. テルマ・コイン 5-7, 6-4, 6-0
- 男子ダブルス：エイドリアン・クイスト&ジョン・ブロムウィッチ vs. ジャック・クロフォード&ビビアン・マグラス 6-3, 7-5, 6-1
- 女子ダブルス：ナンシー・ウィン&テルマ・コイン vs. ジョーン・ハーティガン&エミリー・ニーマイヤー 7-5, 6-2
- 混合ダブルス：コリン・ロング&ナンシー・ウィン vs. ハリー・ホップマン&ネル・ホール・ホップマン 7-5, 2-6, 6-4